# Underdog, chien volant non identifié
Pour les articles homonymes, voir Underdog.
Pour plus de détails, voir Fiche technique et Distribution.
Underdog, chien volant non identifié (Underdog) est un film américain réalisé par Frederik Du Chau en 2007.
Basé sur la série d'animation du même nom, parodie explicite de Superman, créée par Buck Biggers & Chet Stover et dont les 124 épisodes ont été diffusés aux États-Unis de 1964 à 1973 sur NBC. Le film est sorti en 2007 aux États-Unis puis directement en DVD en 2008 en Europe.

## Synopsis
À la suite d'un accident survenu dans le laboratoire secret du redoutable Professeur Simon Barsinister, un chien beagle tout à fait normal se retrouve doté de super-pouvoirs.
Doué de la parole et dissimulé derrière un délirant costume de super-héros, Underdog jure de protéger les citoyens de Capitol City, et en particulier une très belle cavalière king Charles nommée « Polly Purebread ». Face au machiavélique complot du sinistre Barsinister et de son homme de main Cad, seul Underdog peut sauver la situation.

## Fiche technique
- Titre : Underdog, chien volant non identifié
- Titre original : Underdog
- Réalisation : Frederik Du Chau
- Scénario : Adam Rifkin, Joe Piscatella et Craig A. Williams, d'après la série télévisée créée par W. Watts Biggers
- Directeur de la photographie : David Eggby
- Montage : Tom Finan
- Direction artistique : James Truesdale
- Distribution des rôles : Gail Goldberg
- Décors : Garreth Stover
  - Décors de plateau : Maggie Martin
- Costumes : Gary Jones
- Musique : Randy Edelman
- Production : Gary Barber, Roger Birnbaum, Jonathan Glickman et Jay Polstein
  - Coproduction : Rebekah Rudd et Erin Stam
  - Production exécutive : Todd Arnow, Eric Ellenbogen et Bob Higgins
- Sociétés de production : Have No Fear Productions, Walt Disney Pictures, Maverick Film Company, Classic Media et Spyglass Entertainment
- Distribution :
- Format : Couleur (Technicolor) – 35mm – 2.35:1 — Son SDDS, Digital Theater System et Dolby Digital
- Pays d'origine :  États-Unis
- Genre : Comédie, science-fiction, aventure
- Durée : 84 minutes
- Dates de sortie :
  -  États-Unis: 3 août 2007[1] (sortie en salles)
  -  France: 9 avril 2008 (DVD et Blu-ray)[2]

## Distribution
- Leo : Underdog (Chien)
- Alex Neuberger (VQ : Xavier Dolan) : Jack Unger
- James Belushi (VQ : Jean-Luc Montminy) : Dan Unger
- Taylor Momsen (VQ : Claudia-Laurie Corbeil) : Molly
- Peter Dinklage (VQ : Thiéry Dubé) : Simon Barsinister
- Patrick Warburton (VQ : Benoît Rousseau) : Cad
- John Slattery (VQ : François Godin) : Maire
- Susie Castillo (VQ : Mélanie Laberge) : Diana Flores
- Samantha Bee : Directrice

### Voix originales
- Jason Lee : Underdog (Cirage)
- Amy Adams : Polly PureBred
- Brad Garrett : Riff Raff
- Cam Clarke : Chien brun / Berger allemand #3
- John Di Maggio : Bulldog blanc
- Phil Morris : Berger allemand #1
- Michael Massee : Berger allemand #2

### Voix québécoises
- Benoit Éthier : Underdog (Cirage)
- Pascale Montreuil : Polly PureBred
- Guy Nadon : Riff Raff
- Olivier Visentin : Chien brun
- Patrick Chouinard : Bulldog blanc
- Tristan Harvey : Berger allemand #1
- Sylvain Hétu : Berger allemand #2
- Jean-Jacques Lamothe : Berger allemand #3

## Réception

### Box-office
Sorti aux États-Unis le 3 août 2007 dans 3,013 salles, Underdog prend la troisième place du box-office, derrière La Vengeance dans la peau – également sorti le même jour – et Les Simpson, le film, en récoltant 11 585 121 $ pour son premier week-end à l'affiche, soit une moyenne de 3,845 $ par salles. En première semaine, le film affiche un total de 18 290 912 $ de recettes, soit une moyenne de 6,071 $ par salles. Le film reste dans les dix meilleures places du box-office durant les deux semaines suivantes. Finalement, resté dix-neuf semaines à l'affiche, Underdog totalise 43 760 605 $ de recettes au box-office américain.
Les recettes internationales totalisent 21 509 872 $ de recettes, portant le total du box-office mondial à 65 270 477 $.

### Accueil critique
Dans l'ensemble des pays anglophones, Underdog a rencontré un accueil critique négatif, recueillant seulement 16 % d'avis favorables sur le site Rotten Tomatoes, basé sur 69 commentaires collectés et une note moyenne de 4⁄10 et un score de 37⁄100 sur le site Metacritic, basé sur 16 commentaires collectés.

## Distinctions
Underdog fut nommé trois fois aux Young Artist Awards en 2008:
- Meilleur film familial (fantastique ou musical)
- Meilleur jeune acteur pour Alex Neuberger
- Meilleure jeune actrice dans un second rôle pour Taylor Momsen